# Jimmy Fernández
Jaime "Jimmy" Fernández,  también conocido en el medio como Panamared (Santiago, 21 de enero de 1969), es un cantante y rapero chileno, conocido como la voz líder del grupo La Pozze Latina y por su proyecto solista.

## Vida personal
Jaime Fernández, o más conocido como Jimmy Fernández, Jimmy Jeffs, Kid Latin o Panamá Red, no sólo es uno de los artistas más escuchados de hip-hop y rap en Chile y Centroamérica, sino también es el incursor y pionero del género musical en Chile. 
Nació el 21 de enero de 1969 en Chile, pero desarrolló parte de su vida en otros países como Italia y Panamá, sin embargo, actualmente reside en su país natal (Chile). Luego de haber vivido sus primeros 15 años en Panamá, decidió emigrar a Italia por las dificultades políticas, económicas y sociales que atravesaba el estado panameño, "tuve la suerte de poder salir, no lo pensé dos veces", declaró Jimmy al medio Stage Urbano. (enlace roto disponible en Internet Archive; véase el historial, la primera versión y la última).
Desde sus inicios estuvo relacionado al área artística. Fue líder y baterista de una banda musical en un internado de Costa Rica. Seguidamente se desenvolvió en break dance, junto a un gran grupo de bailarines, quienes debutaron en diversas presentaciones en vivo y espacios de la televisión en Roma. Así, después de ensayar, recorrer escenarios, horas y horas de práctica para obtener la experiencia necesaria, decidió tomar un rumbo completamente nuevo y desconocido para él: su independencia en la industria musical.
En 1985, Jimmy Fernández conoce a Afrika Bambaataa, artista que ayudó al desarrollo de la cultura del hip-hop en el mundo. Él, a través de una charla inspiradora, le hizo comprender a Jaime, su propósito dentro del rubro. “Quería cambiar el mundo de las personas”, comunicó el pionero del hip-hop y rap en Chile a Stage.
Jimmy es hermano de Claudio Fernández, líder de la banda de post-hardcore Supersordo.

## Carrera
En 1986, mientras trabajaba arduamente en el área artística, decidió incursionar en la orfebrería.
En el año 1988 Jimmy Fernández llega a Chile con el fin de plasmar sus ideas visionarias a lo largo de todo el país, donde aún la cultura del hip-hop que estaba fusionada con la cultura del break dance, no estaba siendo explotada. 
A finales de 1988, Fernández comenzó a plasmar su legado, grabando su primer sencillo musical “Algo está pasando”, junto a De Kiruza. De esta forma aprovechó esta oportunidad para profesionalizar el rubro, creando el primer grupo de hip-hop underground en Chile: Latin Pozze, posicionándolo en diversas radios locales, medios de comunicación y jóvenes de la época. 
Durante 1989-1990, Jimmy Fernández fue el encargado de impartir clases culturales en la Casona Verde para el retorno de los exiliados a Chile, debido al régimen militar. Así, logra conocer a Anamaría Tijoux Merino, más famosa como Ana Tijoux o Anita Tijoux, quien acababa de regresar de Francia.  
A finales de 1992, el sello discográfico chileno Sello Alerce, le ofrece a Jimmy Fernández grabar su primer disco junto a una disquera. Él acepta y decide cambiar Latin Pozze a La Pozze Latina, pasando del hip-hop underground a uno profesionalizado.
En 1994, La Pozze Latina fue telonero de Beastie Boys en el Teatro Caupolicán, junto a los Fabulosos Cadillacs. A su vez, todos los grupos, solistas y cantantes chilenos (Los Prisioneros, Los Tres, Dolce Vita, Los Miserables, De Kiruza, Lucy Bell, Panteras Negras y La Pozze Latina, entre otros) deciden crear la recopilación de la música nacional en un disco llamado “Con el Corazón aquí”.
En 1999, Jimmy contrata al productor musical Collin Wolfe, quien grabó su tercer disco “Desde el mundo de los espejos”, considerado el disco más importante para él por el hitazo “La Chica eléctrica”, una de las canciones más escuchadas en Latinoamérica. A fines de ese mismo año, su primer vídeo musical “Con el color de mi aliento”, se convirtió en el primer sencillo de hip-hop en Centroamérica en ingresar al top de MTV Music. Después de ello el grupo decide separarse.
Fue en el 2000 cuando Jimmy Fernández se presenta como solista al espectáculo más repleto de personas en su carrera. Más de 700.000 personas estaban presentes en la Fiesta de la Cultura en Chile.
En 2003, Jaime abre el concierto de Shakira, llamado tour de la Mangosta.
En el año 2004, crea su primer home studio y se convierte en productor musical para artistas emergentes y/o consagrados, como Anita Tijoux, Flor de Rap, entre otros.
En 2005, abre show de la banda cubana Orishas. Al año siguiente, junto a Kurties Blow, se presentó al festival de Italia Gusto Dopa Al Sole, donde más de 20.000 personas asistieron.
Para el año 2007 fue partícipe de la gira Teletón y saca su tercer disco como solista.
En 2015 decide relanzar La Pozze Latina con Chico Claudio y los eventos, colaboraciones le llovieron. Impartió talleres de Management, para profesionalizar y entregarle las herramientas necesarias a los artistas.
Actualmente, Jimmy Fernández se presentó al gran festival de Puente Alto junto a La Pozze Latina. Como artista desea desarrollar música nueva (rap, hip-hop) fusionada con cualquier estilo e impulsar una escuela para potenciar nuevos talentos; direcciones artísticas; ideas para videoclips; música, etc.

## Discografía

### Solista
- Panamared (2004 - Macondo)
- Raza de caza. Volumen 1 (2007 - Oveja Negra)

### Con La Pozze Latina
- Pozzeídos por la ilusión (1993 - Alerce)
- Una nueva religión (1996 - Alerce)
- Desde el mundo de los espejos (1999 - BMG)

## Colaboraciones
- "Q Saben" de Jimmy Fernández ft. Mc Browen (2012)
- "El Diablo" de Dj Bitman ft. Jimmy Fernández (2013)
- "Rap Killah" de Flor de Rap ft. Jimmy Fernández (2019)
- "Güerito Explotador" de Lenwa Dura ft. Jimmy Fernández (2022)